# Chiesa di San Filippo Neri in Eurosia
La chiesa di San Filippo Neri in Eurosia è un luogo di culto cattolico di Roma, situato nel quartiere Ostiense, in via delle Sette Chiese.

## Storia
Fu costruita, su progetto dell'architetto Pier Luigi Maruffi, tra il 1952 ed il 1955, su suggerimento dell'allora sostituto alla Segreteria di Stato della Santa Sede Giovanni Battista Montini, futuro Paolo VI, e con l'aiuto preponderante dei benefattori statunitensi Tommaso ed Irene Bradley. La chiesa ha ricevuto la visita pastorale di due Pontefici: Paolo VI il 19 febbraio 1967; e Giovanni Paolo II il 23 febbraio 1982.
La chiesa è sede parrocchiale, eretta il 20 dicembre 1952 con il decreto del cardinale vicario Clemente Micara Mirabili sollicitudine ed affidata ai sacerdoti della Congregazione dell'Oratorio di San Filippo Neri, che ne sono i proprietari. È sede del titolo cardinalizio di “San Filippo Neri in Eurosia”, istituito da Paolo VI il 7 giugno 1967.

## Descrizione

### Arte e architettura

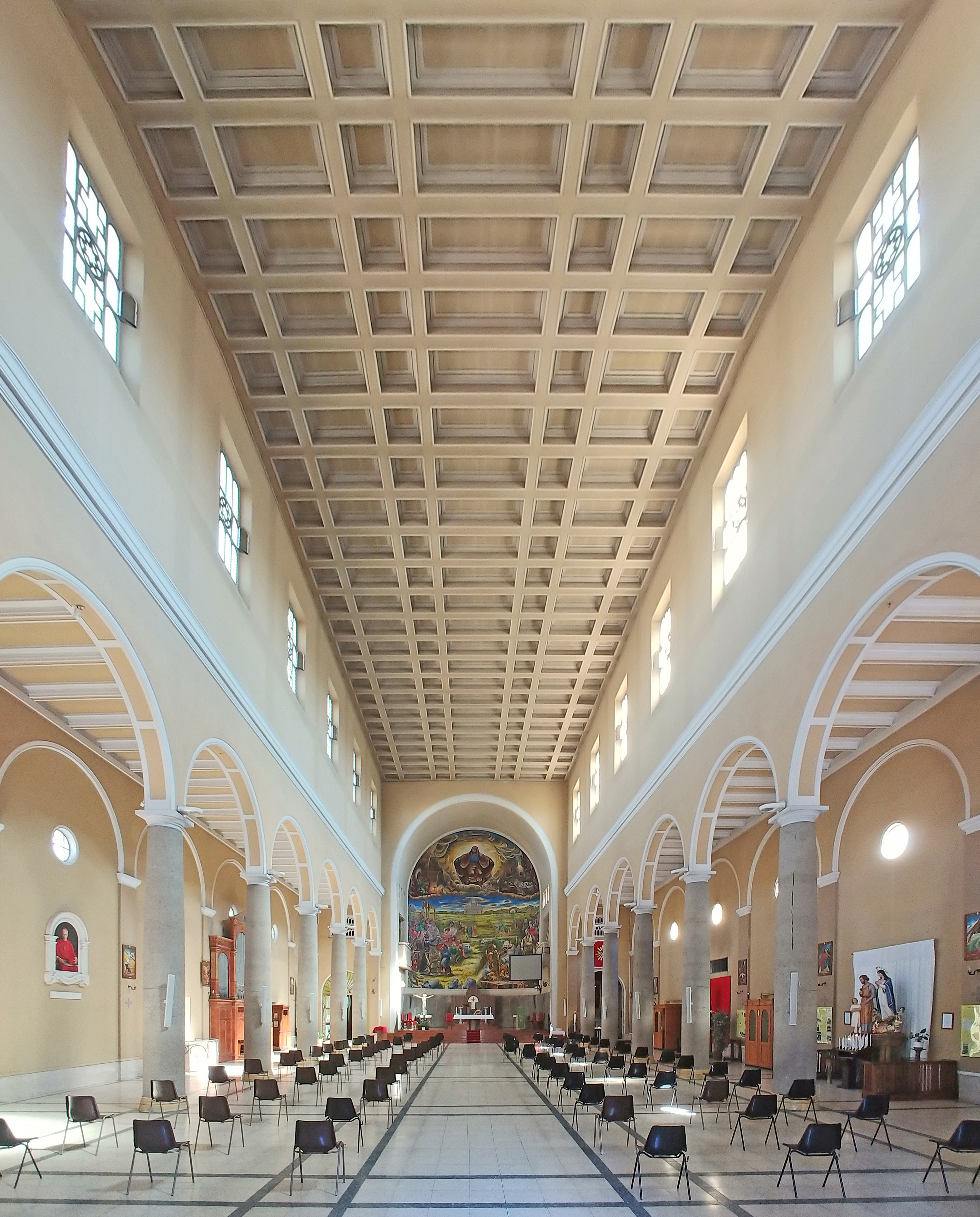
L'interno

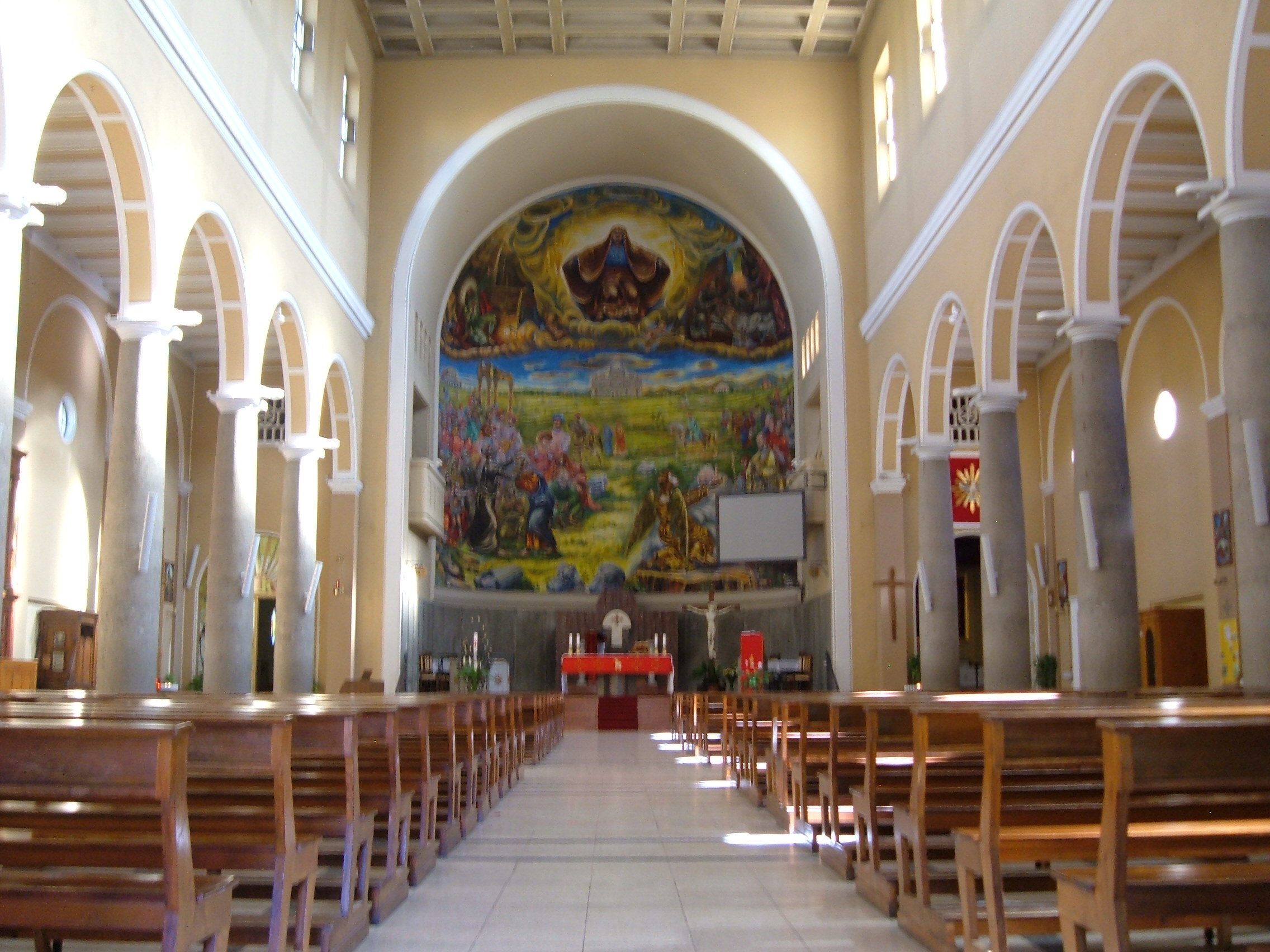
Il presbiterio e l'altare maggiore

All'esterno la chiesa si presenta in laterizio, con portico, e campanile laterale. Sulla trabeazione che corre sopra il portico è impressa la frase evangelica: “Venite a me voi tutti che siete affaticati ed oppressi ed io vi ristorerò”. In cima alla facciata è invece scritta la dedica dell'edificio: “D.O.M. in honorem S. Philippi Nerii A.D. MCMLII”. A fianco della chiesa è dipinto un murale del 1996 raffigurante san Filippo Neri.
All'interno la chiesa si presenta a tre navate suddivise da colonne in pietra. Nella navata laterale sinistra è collocata una grande statua in vetro resina del santo in atto di pregare: ai suoi lati appesi al muro due quadri raffiguranti i cardinali Cesare Baronio, successore di Filippo Neri alla guida dell'Oratorio da lui fondato, e John Henry Newman. Le due navate terminano con due cappelle: nella navata di destra si trova la cappella dedicata a Maria, mentre in quella di sinistra è la cappella del Santissimo Sacramento.
L'abside della navata centrale è interamente affrescata. L'affresco, opera del pittore Amedeo Angilella (1977), è suddiviso in due parti: nella parte superiore è raffigurata la Madonna, sotto il titolo di Mater Ecclesiae, con san Filippo Neri e scene tratte dalla sua vita; nella parte inferiore è raffigurato Cesare Baronio con altri personaggi legati all'Oratorio; tra questi si distinguono i cardinali Francesco Maria Tarugi e Ugo Poletti, il musicista Pierluigi da Palestrina, il re francese Enrico IV di Borbone, papa Paolo VI e i due benefattori della chiesa.
In fondo alla chiesa è in piena vista la prima pietra dell'edificio, posta da papa Pio XII il 21 maggio 1951. Nella parete di controfacciata è murata una grande lapide ricorda l'istituzione della parrocchia e l'opera benemerita dei due benefattori, i coniugi Thomas e Irene Bradley.

### Organo a canne
Nella chiesa vi è l'organo Wilhelm Sauer opus 703, costruito nel 1897 per la cappella del Camposanto Teutonico, Santa Maria della Pietà in Camposanto dei Teutonici (in Vaticano), e qui collocato nel 1965. Lo strumento, a trasmissione pneumatica tubolare, ha due tastiere e pedaliera e 14 registri; il materiale fonico è racchiuso entro una cassa lignea neoclassica, con prospetto in tre campate.